# Crastie
Crastie (in sloveno Hrašče) è un centro abitato della Slovenia, frazione del comune di Postumia.

## Storia
Il centro abitato apparteneva storicamente alla Carniola, ed era noto con il toponimo tedesco di Hraschtsche e con quello sloveno di Hrašče.
Dopo la prima guerra mondiale passò, come tutta la Venezia Giulia, al Regno d'Italia; il toponimo venne italianizzato in Crastie di Postumia.
Dopo la seconda guerra mondiale il territorio passò alla Jugoslavia; attualmente Crastie (tornata ufficialmente Hrašče) è frazione del comune di Postumia.